# Forja de amigos
Forja de amigos (también conocida como Amigo) es una película mexicana-española de 1980 dirigida por Tito Davison. Está protagonizada por Alfredo Landa, Andrés García, Pedro Fernández, Verónica Miriel y María Asquerino. La película se estrenó el 31 de enero de 1980 en México.

## Sinopsis
Rudy (Andrés García) es un exboxeador que trabaja como doble de riesgo. Es un joven bondadoso y alegre que dedica su vida a cuidar de un pequeño huérfano llamado Poncho (Pedro Fernández). Tras huir con dos amigos para conocer el mar, Poncho llega a una escuela-hogar para niños desamparados que dirige el padre Velasco (Alfredo Landa). Rudy va a buscarlo, pero tras una conversación con el director, llega a la conclusión de que el niño estará allí más protegido y tendrá un porvenir mejor. Poncho se sentirá entonces traicionado por Rudy.

## Argumento
La película inicia con la grabación de un filme de acción, realizada por un doble de riesgo, Rudy (Andrés García), quien además es un exboxeador. Rudy cuida de un pequeño huérfano llamado Poncho (Pedro Fernández), cuyo deseo es conocer el mar junto con sus amigos. Sin embargo, Rudy no le da permiso. Después de un intento fallido de robar comida de un camión, Poncho termina llegando a una casa, donde intenta robar dinero, pero es descubierto y llevado a la comisaría. Ahí, el Padre Velasco (Alfredo Landa) un religioso y director de un orfanato, decide hacerse cargo de él. 
Poncho despierta confundido en el orfanato creyendo que es una prisión, donde conoce al padre Velasco, quien le da de desayunar y le pregunta por la persona que lo cuida. Poncho le cuenta sobre Rudy, y se integra en las actividades que realizan los huérfanos, donde conoce a un niño llamado Juanito, así como a un perro llamado Sultán. Poncho intenta salir del orfanato para volver con Rudy, pero un guardia de seguridad le prohíbe salir, por lo que los amigos de Poncho van con él, y le cuentan que Poncho se encuentra en el orfanato, por lo que va a buscarlo. Mientras tanto, Poncho conversa con Juanito y le habla sobre Rudy. Después, Rudy conversa con el padre Velasco, y le menciona que aunque cuida de Poncho; en realidad no es su padre adoptivo legalmente, aunque el padre Velasco se ofrece para ayudarlo a legalizar la adopción. Sin embargo, Rudy decide finalmente que Poncho se encuentra mejor cuidado con el padre Velasco, por lo que lo registra como hijo suyo, para disgusto de Poncho. Esa noche, antes de dormir, Rudy recuerda de cómo se hizo cargo de Poncho luego de que sus padres murieran. 
Después de la conversación con Rudy sobre su relación amistosa con Poncho, el padre Velasco se inspira para componer la letra de una canción, y recibe la noticia de que los niños del orfanato fueron seleccionados para formar el coro que reciba al papa Juan Pablo II durante una próxima visita a México, por lo que los niños del coro comienzan a practicar, incluida la canción que está componiendo el padre Velasco, a la cual titula como “Amigo”. Mientras tanto, Rudy graba una escena bastante riesgosa de una película, en la que encuentra dentro de un incendio, en la cual permanece voluntariamente más tiempo del programado. Finalmente, el padre Velasco se da cuenta del talento para cantar de Poncho, por lo que le ofrece ser parte del coro, a lo que este acepta. 
Rudy nota  que los amigos de Poncho lo tildan de traidor, por haber “abandonado” a Poncho en el orfanato. Posteriormente, se revela que Rudy padece de una enfermedad terminal, con la que le quedan meses de vida. En el orfanato, los niños reciben a un huérfano recién llegado, cuyos padres murieron en un incendio. Mientras tanto Rudy, en el set de filmación, se prepara para grabar una acrobacia donde debe saltar un pequeño precipicio en motocicleta, y aunque comienza bien, al acelerar pronto pierde el control de la moto, ocasionando que derrape y se estrelle en un aparatoso accidente. 
En el orfanato, los huérfanos se encuentran viendo la televisión, y Poncho se entera mediante el noticiero del accidente que sufrió Rudy, por lo que Poncho le pide al padre Velasco permiso para visitarlo a la clínica. Una vez ahí, Poncho se encuentra con Rudy, quien está muy malherido y en estado grave, entonces él y el padre Velasco le cuentan sobre su inclusión en el coro de bienvenida para el Papa, por lo que se muestra orgulloso. Tras la despedida, Rudy muere a causa de sus heridas. Finalmente, tras la llegada del Papa, el coro entona la canción para recibirlo, mientras Poncho recuerda melancólicamente a Rudy. Al final, los niños del coro cantan toda la canción.

## Reparto
- Alfredo Landa – Padre Velasco
- Andrés García – Rudy
- Pedro Fernández – Poncho
- Verónica Miriel – Novia de Rudy
- María Asquerino – Doña Clemencia
- Guillermo Rivas
- Ricardo Cortés
- Ricardo Carrión
- Fernando Pinkus
- Pancho Muller
- Verónica Fernández
- Daniel Rosas
- Juan Carlos Vargas